# Astragalus striatiflorus
Astragalus striatiflorus là một loài thực vật có hoa trong họ Đậu. Loài này được Jones miêu tả khoa học đầu tiên.